# O Espaço Dividido
O Espaço dividido é um livro do geógrafo brasileiro Milton Santos publicado em 1979.
O livro apresenta
a contribuição de Milton Santos à busca de uma teoria do espaço e da urbanização no Terceiro Mundo. O geógrafo considera que o fenômeno do subdesenvolvimento carece de um esforço de compreensão global, sem o qual a solução de problemas particulares é impossível. É um esforço original de interpretação sistemática e interdisciplinar da evolução econômica social, política e ao mesmo tempo geográfica do conjunto dos países do Terceiro Mundo. Partindo da análise de inúmeras variáveis, e apoiado num vasto elenco de exemplos baseados na África, América Latina e na Ásia, o autor chega a interpretações próprias sobre o fenômeno complexo que é o subdesenvolvimento e suas repercussões na vida das populações a ele submetidas, sobretudo nos comportamentos espaciais e suas leis em uma situação de dependência."
Considera-se a publicação do espaço dividido como exemplo maior e mais significativo da pretensão de formular uma "economia política da urbanização do terceiro mundo". "Com esse livro, Milton Santos desenvolve uma teoria sobre o espaço geográfico urbano e o subdesenvolvimento, tendo a interdisciplinariedade se intensificado, constituindo uma das principais características de sua obra e de seu trabalho."